# Banzleibs
Banzleibs di Sassonia (fl. IX secolo) fu un grande comandante militare in Sassonia, nominato da Ludovico il Pio dux dei Sassoni, con il compito di governare il territorio tra il Reno e il Weser. Apparteneva alla stirpe degli Hattonidi.

## Biografia
Dall'832 fu conte del Maine. Nell'838, quando era ancora a Le Mans, l'imperatore Ludovico I il Pio lo nominò come conte della marca di Sassonia (comes et Saxoniae patriae marchio). Dopo la morte di Ludovico nell'840, Banzleibs sostenne Lotario nella successiva guerra civile scoppiata tra i figli di Ludovico. Insieme ai suoi fratelli, il conte di Metz Adalberto, e il conte di Nassau Attone, Banzleibs fu un convinto oppositore del re dei Franchi Orientali Ludovico II il Germanico. Il 14 dicembre 840 a Rösbeck, Ludovico il Germanico espropriò Banzleibs dei suoi benefici e degli uffici pubblici e li concede all'abate di Corvey Guarino (Warin). Banzleibs non appare in nessun altro documento dopo questa data ed è stato suggerito che sia stato ucciso durante una battaglia contro le forze di Ludovico il Germanico.